# Ignaz Franz von Mosel

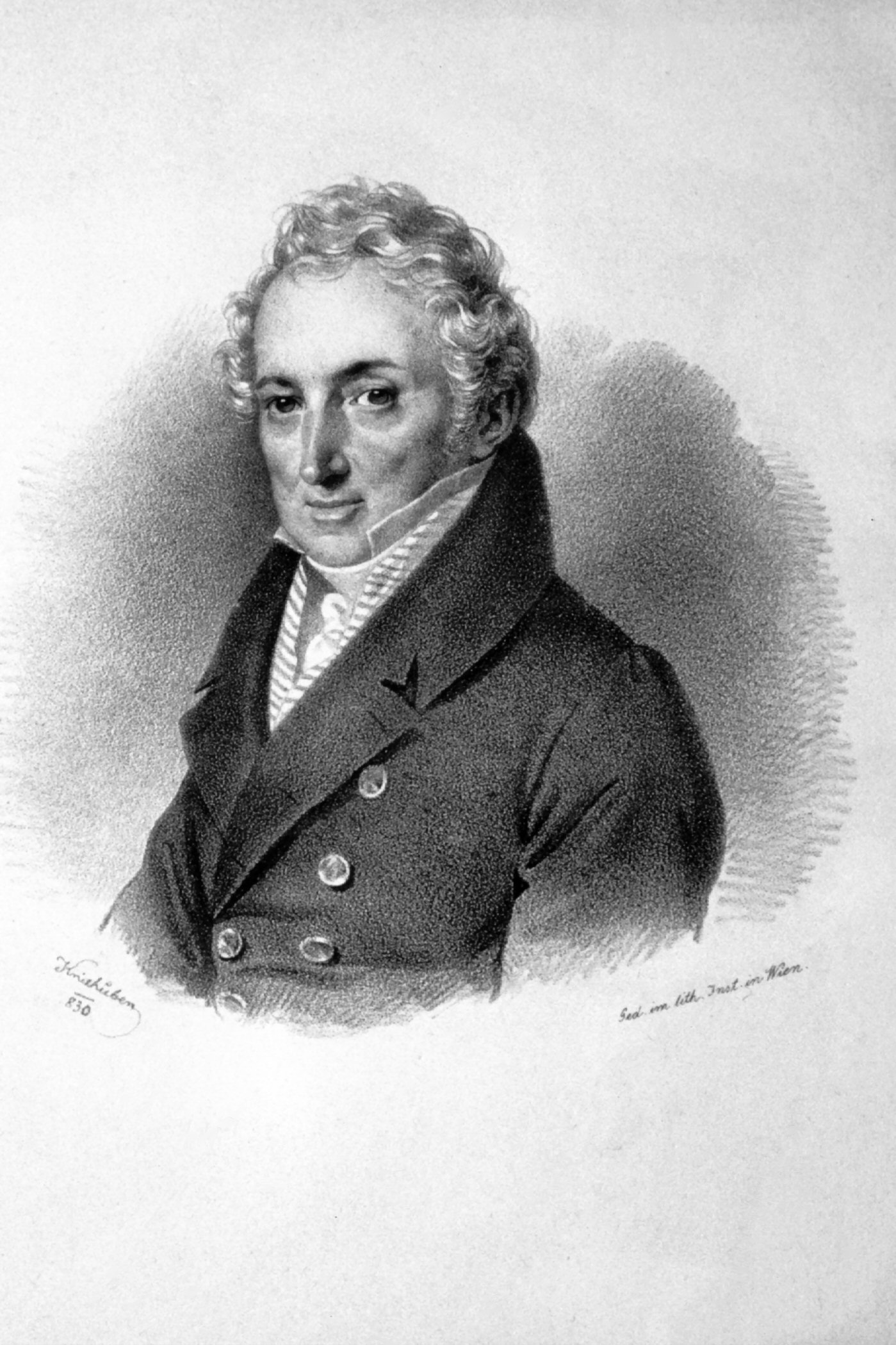
Ignaz von Mosel, Lithographie von Josef Kriehuber, 1830

Ignaz Franz Mosel, ab 1818 Edler von Mosel, (auch Ignaz von Mosel; * 1. April 1772 in Wien; † 8. April 1844 ebenda) war ein österreichischer Komponist, Musikschriftsteller und Beamter.

## Leben
Mosel war 1797 Ingrossist der k.k. Bancal-Staatsbuchhaltung, Beamter im k.k. Obersthofmeisteramt und zuletzt k.k. Hofrath und erster Kustos der Hofbibliothek. 1812 war er der erste Dirigent in Wien, der einen Taktstock verwendete, als er gemeinsam mit Carl Steinacker ein Monumentalkonzert leitete. Mit besonderem Einsatz leitete und organisierte er die auf Anregung von Andreas Streicher durchgeführten Musikfeste der Gesellschaft der Musikfreunde in Wien von 1812 bis 1816, so etwa die Händel-Aufführungen in der Winterreitschule, die letztlich zur Gründung der Gesellschaft und ihres Chores führten.
Mosel war dreimal verheiratet, in zweiter Ehe (von 1809 bis 1832) mit der Pianistin, Komponistin und Schriftstellerin Katharina Mosel geborene Lambert. Am 18. Juli 1818 wurde Ignaz Mosel in den Adelsstand erhoben. Ab 1820 fungierte er als Hoftheater-Vice-Director, hatte auf die Geschicke der Hofoper aber nur wenig Einfluss, nachdem Domenico Barbaja sie pachtete. Für die Bühnenmusik des Burgtheaters engagierte er sich nach wie vor. Ab 1821 war Mosel Vizedirektor der Hofbibliothek, ab 1829 deren Direktor. Er trug den Titel eines Hofrats.

## Bedeutung
Mosel war eine der einflussreichsten Persönlichkeiten im Musikleben des vormärzlichen Wien. Privat war er dem Schubert-Kreis freundschaftlich verbunden. Er komponierte vorwiegend Vokalwerke und war als wissenschaftlicher Musikschriftsteller und -rezensent von Bedeutung (so schuf er die erste wissenschaftliche Arbeit über das Requiem von Mozart). Durch seinen persönlichen Einsatz unterstützte er auch die Wiener Sängerknaben.
1974 wurde die Moselgasse in Wien-Favoriten nach ihm benannt. Eine Gedenktafel befindet sich am Familiengrab auf dem Hietzinger Friedhof (Gr. 44 Nr. 46).

## Werke

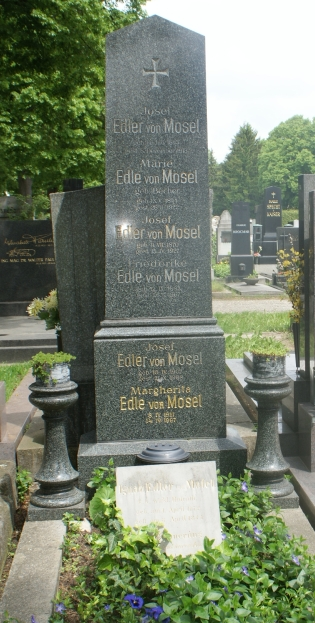
Grabstätte von Ignaz Mosel

- Die Feuerprobe. Komisches Singspiel nach dem gleichnamigen Lustspiel von August von Kotzebue (1811)
- Salem. Lyrische Tragödie (1813, Libretto: Ignaz Franz Castelli)
- Cyrus und Astyages. Oper (1818, Libretto: Matthäus von Collin nach Pietro Metastasio)
- Die Horatier (1843)
- Lieder
- Psalmen
- Chorwerke
- Schauspielmusik, Orchestertänze und -märsche

## Schriften
- Versuch einer Aesthetik des dramatischen Tonsatzes, Wien 1813
- Über das Leben und die Werke des Anton Salieri, Wallishausser: Wien, 1827 (Reprint: Bock: Bad Honnef, 1999)
- Geschichte der k.k. Hofbibliothek zu Wien, Beck, Wien 1835
- Über die Originalpartitur des Requiems von Wolfgang Amadeus Mozart, A. Strauß’s sel. Witwe, Wien 1839.
- Nekrolog des großen Tonsetzers, Herrn Abbé Maximilian Stadler, Braumüller, Wien 1864
- Notizen über mich selbst, angefangen im Jahre 1827, hrsg. von Theophil Antonicek, in: 200 Jahre Musikleben in Erinnerungen, hrsg. von Elisabeth Theresia Hilscher, Tutzing 1998, S. 11–65

## Tonträger
- G. F. Händel (Bearb.: Mozart/Mosel): Timotheus oder die Gewalt der Musik (Concentus Musicus Wien, Wiener Singverein – Nikolaus Harnoncourt)